# Nick Dasovic
Nick Dasovic (Vancouver, 5 dicembre 1968) è un allenatore di calcio ed ex calciatore canadese con passaporto croato, di ruolo centrocampista.

## Palmarès

### Giocatore

#### Nazionale
- Gold Cup: 1

2000

### Allenatore

#### Club

##### Competizioni nazionali
- Canadian Championship: 1

Toronto FC: 2010